# Sweedie Learns to Swim
Sweedie Learns to Swim è un cortometraggio muto del 1914. Il nome del regista non viene riportato nei credit del film.
Fa parte di una serie di comiche che ha come protagonista il personaggio di Sweedie, interpretato da Wallace Beery travestito da donna.

## Produzione
Il film fu prodotto dalla Essanay Film Manufacturing Company, decimo titolo della serie dedicata a Sweedie.

## Distribuzione
Distribuito dalla General Film Company, il film - un cortometraggio di una bobina - uscì nelle sale cinematografiche USA il 12 ottobre 1914.
Copia della pellicola viene conservata negli archivi dell'UCLA Film and Television e in collezioni private, in positivi a 16 mm. La Sunrise Silents lo ha pubblicato in DVD facendolo uscire sul mercato USA il 7 novembre 2006 in un cofanetto che aveva come titolo principale il film Devil’s Island e diversi altri titoli per un totale di 136 minuti.